# Groeve Messel
| Era        | Periode   | Tijdvak   | Tijd       | Tijd geleden (Ma) |
| ---------- | --------- | --------- | ---------- | ----------------- |
| Cenozoïcum | Paleogeen | Oligoceen | Oligoceen  | 23,03             |
| Cenozoïcum | Paleogeen | Oligoceen | Oligoceen  | 33,9              |
| Cenozoïcum | Paleogeen | Eoceen    | Priabonien |                   |
| Cenozoïcum | Paleogeen | Eoceen    | Priabonien | 37,2              |
| Cenozoïcum | Paleogeen | Eoceen    | Bartonien  |                   |
| Cenozoïcum | Paleogeen | Eoceen    | 40,4       |                   |
| Cenozoïcum | Paleogeen | Eoceen    | Lutetien   |                   |
| Cenozoïcum | Paleogeen | Eoceen    | 48,6       |                   |
| Cenozoïcum | Paleogeen | Eoceen    | Ypresien   |                   |
| Cenozoïcum | Paleogeen | Eoceen    | 55,8       |                   |
| Cenozoïcum | Paleogeen | Paleoceen |            |                   |
| Cenozoïcum | Paleogeen | 65,5      |            |                   |

|                        |                           |
| Paleogeografie - 50 Ma | Gemeente Messel in Hessen |

|                                                          |                                |
| Voorstelling van het tropische vulkaanmeer in het Eoceen | Ontsluiting in de Messelgroeve |

|                    |           |
| Darwinius masillae | Kopidodon |

De Messelgroeve (Duits: Grube Messel) is een fossielenvindplaats in het dorpje Messel nabij Darmstadt in Duitsland. De groeve meet circa 1000 bij 700 meter.
Op deze plek werd vanaf het einde van de negentiende eeuw oliehoudende schalie gewonnen. Ondanks dat het eerste fossiel, een krokodil, er al in 1875 ontdekt werd, bleef de groeve het terrein van de mijnbouw. Toen het winnen van olie op deze manier niet meer rendabel was, besloot men het gebied te veranderen in een vuilstortplaats. Protesten van wetenschappers en burgers uit de regio wisten dit te verhinderen, en sinds 1991 is het beschermd terrein.
In 1995 werd het toegevoegd aan de Werelderfgoedlijst, als de beste en rijkste fossielenvindplaats ter wereld met overblijfselen uit het Eoceen.

## Oorsprong
De oliehoudende schalie werd tijdens het Ypresien, ongeveer 50 tot 47 miljoen jaar geleden als klei afgezet in een meer gelegen in een subtropisch woud. De klei en de zuurstofarme bodem van het meer zorgden voor bijzondere conservering van het ecosysteem uit die tijd: vissen, planten, insecten, amfibieën, reptielen, vogels en zoogdieren. Veel van de dierenskeletten zijn in hun geheel bewaard gebleven. Bijzonder is ook dat bij fossielen weke delen bewaard zijn gebleven, zoals de staartveren van vogels, de vachtomtrek en maaginhoud van zoogdieren en kevers met gekleurde dekschilden.
Een hypothese voor de vondst van zoveel verschillende diersoorten in verschillende lagen van de formatie stelt dat het meer het toneel is geweest van een natuurramp. Verondersteld wordt dat het gebied, dat tijdens het Eoceen vulkanisch was, een ontgassingen van het kratermeer gekend heeft. Dit zou een verklaring zijn voor het bewaard blijven van verschillende soorten vleermuizen (die letterlijk uit de lucht kwamen vallen) en ook de compleetheid en dichtheid van de skeletten van de dieren kan verklaren. Op 26 augustus 1986 is er in het vulkaanmeer Nyos in Kameroen iets soortgelijks gebeurd: er kwam plotseling een enorme hoeveelheid koolstofdioxide vrij in een alles verstikkende gaswolk, waarbij meer dan 1700 mensen de dood vonden.

## Gevonden fossielen
Sinds het begin van de jaren zeventig werd er intensief naar fossielen gezocht. Duizenden fossielen werden gevonden, zowel door amateurs als wetenschappers. Er wordt nog steeds gegraven. Inmiddels zijn meer dan 130 diersoorten bekend uit Messel, waaronder meer dan veertig soorten zoogdieren. Vrijwel alle zoogdierfossielen zijn complete of bijna complete gearticuleerde skeletten. Veel geslachten zijn nauw verwant aan zoogdieren uit de Bridger-formatie in Wyoming, die van ongeveer dezelfde ouderdom is. Een vergelijkbare fauna als die van Messel is gevonden in het Geiseldal in Saksen-Anhalt.
Meest in het oog springend zijn de Messel-(dwerg)paardjes (geslacht Propalaeotherium). De Propalaeotherium parvulum had een schouderhoogte van slechts 30-35 centimeter, en de Propalaeotherium hassiacum was ongeveer 55-60 centimeter hoog. Beide paardjes hadden vier hoeven aan hun voorbenen, en drie hoeven aan de achterbenen. Een aantal van de fossielen zijn van merries die drachtig waren.
In de groeve worden ook fossielen gevonden van schildpadden, waarvan een opvallend groot aantal bestaat uit parende stelletjes.
Andere vondsten zijn:
- Ailuravus (een knaagdier, vergelijkbaar met een grote eekhoorn)
- Allaeochelys crassesculptata (een schildpad)
- Amphiperatherium en Peradectes (buidelratten)
- Cryptolacerta (een schubreptiel)
- Darwinius (een vroege primaat)
- Eomanis (een schubdier)
- Eurotamandua (een mierenetend zoogdier)
- Formicidium gigantum (reuzenmier)
- Kopidodon (een boombewonend zoogdier)
- Messelogale (een roofzoogdier)
- Paroodectes (een roofdier, vergelijkbaar met een marter)
- Lesmesodon (een roofzoogdier)
- Strigogyps (een looproofvogel)
- Gastornis (een grote mogelijk carnivore verwant van de eenden)
- Quasisyndactylus (een vroege ijsvogelachtige)
- Eocoracias (een vroege scharrelaar)
- Parargornis (een kolibrie-achtige)
- Titanomyrma simillima (een vliesvleugelig insect)

Verschillende in Messel gevonden fossielen worden tentoongesteld in het dorpsmuseum van Messel, het Landesmuseum Hessen in Darmstadt en in het Naturmuseum Senckenberg in Frankfurt. Ook is er veel in privébezit terechtgekomen.